# Coreopsis dilloniana
Coreopsis dilloniana là một loài thực vật có hoa trong họ Cúc. Loài này được Sánchez Vega, Sagást. & D.J.Crawford mô tả khoa học đầu tiên năm 1995.